# Nữ hoàng băng giá II
Nữ hoàng băng giá II (tên gốc tiếng Anh: Frozen II) là phim điện ảnh hoạt hình máy tính nhạc kịch kỳ ảo của Mỹ năm 2019 do Walt Disney Animation Studios sản xuất và Walt Disney Studios Motion Pictures chịu trách nhiệm phân phối. Đây là phim hoạt hình thứ 58 do xưởng phim sản xuất, đồng thời cũng là phần tiếp theo của phim điện ảnh Nữ hoàng băng giá (2013). Phim do Chris Buck và Jennifer Lee đạo diễn, sử dụng phần kịch bản do Lee chấp bút, với Peter Del Vecho đảm nhiệm vai trò sản xuất còn Byron Howard là giám đốc sản xuất. Phim có sự tham gia lồng tiếng của Kristen Bell, Idina Menzel, Josh Gad và Jonathan Groff. Lấy bối cảnh ba năm sau các sự kiện của phần phim đầu tiên, câu chuyện theo chân Elsa, Anna, Kristoff, Olaf và Sven trên cuộc hành trình vượt ra ngoài vương quốc Arendelle để khám phá nguồn gốc sức mạnh phép thuật của Elsa và giải cứu vương quốc của mình sau khi một giọng nói bí ẩn cố gọi Elsa.
Nữ hoàng băng giá II được công chiếu lần đầu ở Los Angeles vào ngày 7 tháng 11 năm 2019 và được công chiếu tại Hoa Kỳ vào ngày 22 tháng 11. Bộ phim nhận được đánh giá tích cực từ các nhà phê bình với nhiều lời khen ngợi cho phần hoạt hình, nhạc phim, nhạc nền và lồng tiếng. Phim đã thu về 1,450 tỷ USD toàn cầu, trở thành phim điện ảnh có doanh thu cao thứ ba trong năm 2019, phim điện ảnh có doanh thu cao thứ 10 mọi thời đại, phim điện ảnh hoạt hình có doanh thu cao thứ hai mọi thời đại và còn là phim điện ảnh hoạt hình có doanh thu ra mắt toàn cầu cao nhất mọi thời đại. Bộ phim đã giành được hai giải Annie cho Thành tựu đột phá cho hiệu ứng hoạt hình trong một sản phẩm hoạt hình và Thành tựu đột phá cho diễn xuất lồng tiếng trong một sản phẩm điện ảnh hoạt hình, và một giải thưởng của Hiệp hội hiệu ứng hình ảnh Hoa Kỳ cho Hiệu ứng mô phỏng đột phá trong phim điện ảnh hoạt hình. Phim cũng nhận được một đề cử giải Oscar cho Ca khúc trong phim hay nhất tại Giải Oscars lần thứ 92 cho bài hát "Into the Unknown".

## Nội dung
Sau những sự kiện trong phần phim trước, Nữ hoàng Elsa tiếp tục trị vì vương quốc Arendelle cùng em gái là Công chúa Anna. Lúc này Elsa bỗng nhận ra có một thứ âm thanh luôn theo sát bên cô và vang bên tai cô. Sau ngày lễ mùa thu, Elsa đã lẻn ra ngoài cung điện để đi theo thứ âm thanh gọi mời kia và vô tình đánh thức bốn linh hồn thiên nhiên: đất, nước, lửa và gió. Những linh hồn này nổi dậy phá hủy làng xá của Arendelle, buộc mọi người phải di tản lên vùng cao hơn. Elsa phải nói thật cho Anna biết mọi việc, sau đó Thạch Yêu đã đến và bảo rằng quá khứ của vương quốc quá đen tối, cần phải giải quyết nếu không ông chẳng thể nhìn thấy tương lai.
Elsa, Anna, Kristoff, người tuyết Olaf và chú tuần lộc Sven phải cùng nhau bắt đầu một hành trình mới vào sâu trong rừng, vượt ra ngoài ranh giới quê hương Arendelle để khám phá một điều bí ẩn lâu năm trong vương quốc của họ. Bên trong lớp sương mù ma thuật là vùng đất của tộc người Northuldra – những người tôn thờ và sử dụng những gì thiên nhiên ban tặng. Hai chị em Elsa phát hiện ra sự thật mẹ của họ là người Northuldra và từng bảo vệ cha của họ trong cuộc xung đột giữa tộc người Northuldra và đội quân Arendelle. Elsa và Anna bỏ Kristoff ở lại cùng tộc người Northuldra và quyết định tiến về phương Bắc, nơi thứ âm thanh kia gọi mời. Hai chị em thấy chiếc tàu đã bị đắm của cha mẹ họ từ biển Hắc Hải đang ở đây. Điều cần phải làm là truy tìm nguồn gốc ma thuật của Elsa, nhưng Elsa quyết định buộc Anna và Olaf quay trở về còn chính cô sẽ tiếp tục băng qua biển Hắc Hải tiến về Ahtohallan – nơi phía Bắc đang chờ đợi cô.
Anna và Olaf gặp nạn và trôi vào một hang động, họ cùng nhau tìm lối ra. Lúc này Elsa thuần phục được một con ngựa nước thần và cùng nó ra khơi, cô đi theo tiếng gọi trong núi băng và cuối cùng kêu gọi bốn linh hồn hợp thể, bản thân cô chính là linh hồn thứ năm – cầu nối giữa nhân loại và các linh hồn thiên nhiên, đồng thời cô cũng biết được nguyên nhân gây ra cuộc xung đột nhưng khác hẳn với lời kể của cha cô về ông nội. Dưới lớp đá sâu vô tận, cái lạnh đóng băng Elsa nên cô buộc phải bắn luồng tin băng về đất liền báo hiệu cho Anna lúc này trong hang động. Anna phát hiện Olaf đang dần tan chảy, chính là điềm báo báo hiệu rằng Elsa đang gặp rắc rối. Anna trải qua một đêm đầy nước mắt tạm biệt người bạn tuyết. Cô nhận được lời nhắn của Elsa, tiết lộ rằng chính ông nội của họ là người phản bội, hãm hại tộc trưởng Northuldra khiến các linh hồn thiên nhiên nổi giận và đồng thời chính con đập – một món quà hữu nghị – là cái bẫy để ông nội vây hãm và thu phục tộc người Northuldra. Anna quyết định chọc giận những gã khổng lồ đất để mượn tay họ phá vỡ con đập, thiết lập lại hòa bình cho xứ sở này. Elsa thoát ra khỏi băng và được con ngựa nước thần đưa về Arendelle kịp thời để biến ra bức tường băng khổng lồ bảo vệ vương quốc khỏi cơn lũ lụt.
Tất cả mọi người vui mừng, Elsa đoàn tụ với Anna, Olaf được hồi sinh trở lại và Anna chấp nhận lời cầu hôn của Kristoff. Elsa nhường ngôi nữ hoàng lại cho Anna còn chính cô sẽ cai quản khu rừng thần tiên và Ahtohallan.

## Lồng tiếng

### Nhân vật
| Nhân vật | Diễn viên lồng tiếng | Diễn viên lồng tiếng |
| Nhân vật | Mỹ                   | Việt Nam             |
| -------- | -------------------- | -------------------- |
| Elsa     | Idina Menzel         | Tiêu Châu Như Quỳnh  |
| Anna     | Kristen Bell         | Võ Hạ Trâm           |
| Kristoff | Jonathan Groff       | Hoàng Sơn            |
| Olaf     | Josh Gad             | Thái Hòa             |

### Giọng nói ở Ahtohallan
- Alan Tudyk vai Công tước xứ Weselton[4]
- Santino Fontana vai Hans[4]

## Sản xuất
Khi được hỏi về những phần tiếp nối trong tương lai, nhà sản xuất Peter Del Vecho giải thích vào tháng 3 năm 2014 rằng Chris Buck, Jennifer Lee và ông "hợp tác làm việc rất hiệu quả, vì thế tôi tin rằng chúng tôi sẽ phát triển một dự án mới. Nhưng hiện giờ tôi chưa chắc chắn điều gì cả." Cuối tháng 4, chủ tịch của Walt Disney Studios là Alan F. Horn cho biết "chúng tôi chưa thực sự thảo luận về một phần tiếp nối", vì ưu tiên hiện tại của xưởng phim là vở nhạc kịch Broadway – dự kiến yêu cầu bổ sung "bốn hoặc năm" bài hát do Robert Lopez và Kristen Anderson-Lopez sáng tác.
Ngày 12 tháng 3 năm 2015, tại cuộc họp cổ đông thường niên của Disney tại San Francisco, Iger, Lasseter và nam diễn viên Josh Gad (lồng tiếng cho Olaf) chính thức công bố một phần phim dài tiếp nối có tựa đề Nữ hoàng băng giá 2 (Frozen 2) đang được phát triển tại Disney, với Buck và Lee trở lại làm đạo diễn còn Del Vecho trở lại giữ vai trò nhà sản xuất. Lasseter giải thích tại Disney Animation, "giống như Pixar, khi chúng tôi làm một phần tiếp nối, đó là vì các nhà làm phim – những người tạo ra bản gốc – đã nảy ra một ý tưởng quá hay khiến nó xứng đáng với những nhân vật này." Ông cho biết trong trường hợp của Nữ hoàng băng giá, các đạo diễn đã "nảy ra một ý tưởng tuyệt vời cho phần tiếp nối và bạn sẽ được nghe nhiều hơn về nó, chúng tôi sẽ đưa bạn trở lại Arendelle." Theo nhật báo Los Angeles Times, đã có những "tranh cãi nội bộ đáng kể" tại Disney về việc có nên tiến hành thực hiện phần tiếp theo của Nữ hoàng băng giá tại Disney Animation hay không. Trong một buổi phỏng vấn với The Arizona Republic, Menzel xác nhận cô sẽ trở lại lồng tiếng cho vai diễn Elsa trong một vài tuần sau khi cô hoàn tất chuyến lưu diễn của mình; cô cho biết, "họ thậm chí còn chưa gửi cho tôi kịch bản."
Tháng 7 năm 2018, có thông tin xác nhận rằng Evan Rachel Wood và Sterling K. Brown đã đàm phán để gia nhập dàn diễn viên trong những vai chưa được tiết lộ. Tháng 8 năm 2018, Allison Schroeder, nhà biên kịch của Hidden Figures và tác phẩm gần đây nhất của Disney là Christopher Robin được thuê để hỗ trợ viết kịch bản với Jennifer Lee sau khi Lee nhậm chức giám đốc Walt Disney Animation kế nhiệm Lasseter.

## Phát hành
Nữ hoàng băng giá 2 dự kiến được Walt Disney Studios Motion Pictures phát hành vào ngày 22 tháng 11 năm 2019 theo cả định dạng 2D và 3D. Trước đó phim từng được lên lịch ra rạp vào ngày 27 tháng 11 cùng năm.

### Quảng bá
Disney đã phát hành teaser trailer đầu tiên cho bộ phim vào ngày 13 tháng 2 năm 2019. Teaser trailer đạt mức 116,4 triệu lượt xem trong 24 giờ đầu tiên, trở thành trailer phim hoạt hình có lượt xem cao nhất tại thời điểm đó, phá vỡ kỷ lục của Gia đình siêu nhân 2 (113,6 triệu lượt xem).
Disney đã hợp tác với 140 thương hiệu toàn cầu để quảng bá cho Nữ hoàng băng giá II, đây con số cao nhất từ trước đến nay đối với bất kỳ bộ phim hoạt hình nào của hãng. Tại thị trường Hoa Kỳ, Disney quảng bá mạnh mẽ bộ phim thông qua nhiều đối tác trong và ngoài nước. Các đối tác truyền thông của Disney đã triển khai khoảng "250 triệu điểm tiếp xúc thương hiệu" ở lĩnh vực bán lẻ của Mỹ để chuẩn bị cho việc phát hành bộ phim. Để hỗ trợ cho chiến dịch quảng bá rầm rộ của bộ phim, dàn diễn viên chính đã xuất hiện nhiều lần trước công chúng và trên nhiều chương trình truyền hình. Trong suốt tháng 11, lịch trình xuất hiện của các diễn viên chính vô cùng dày đặc.

## Đón nhận

### Doanh thu phòng vé
Nữ hoàng băng giá II thu về 477,4 triệu USD chỉ tính riêng tại thị trường Mỹ và Canada và 972,7 triệu USD tại các quốc gia và vùng lãnh thổ khác, đưa tổng mức doanh thu toàn cầu lên tới 1,450 tỷ USD, so với kinh phí sản xuất bộ phim là 150 triệu USD. Deadline Hollywood tính toán lợi nhuận ròng của bộ phim lên tới 599 triệu USD, sau khi tổng hợp số liệu về doanh thu và các khoản chi. Theo Disney (hãng không coi phiên bản Vua sư tử làm lại năm 2019 là một phim hoạt hình), Nữ hoàng băng giá II là phim điện ảnh hoạt hình có doanh thu cao nhất, xô đổ kỷ lục của phần phim Nữ hoàng băng giá đầu tiên.
Tại Hoa Kỳ và Canada, Nữ hoàng băng giá II được công chiếu cùng thời điểm với A Beautiful Day in the Neighborhood và 21 Bridges, và dự kiến sẽ thu về từ 90–135 triệu USD từ 4.440 rạp trong dịp cuối tuần ra mắt. Vào dịp cuối tuần ra mắt, phim đã được công chiếu ở 2.500 rạp 3D, 400 rạp IMAX, 800 rạp với định dạng màn hình lớn cao cấp và 235 rạp D-Box/4D. Phim thu về 42,2 triệu USD trong ngày đầu tiên công chiếu, bao gồm 8,5 triệu USD thu về từ suất chiếu sớm đêm thứ Năm, lập kỷ lục đối với một bộ phim hoạt hình công chiếu trong tháng 11. Sau ba ngày cuối tuần ra mắt, tác phẩm thu về 130,3 triệu USD, là số liệu doanh thu mở màn cao nhất cho một bộ phim hoạt hình công chiếu trong tháng 11 và là số liệu mở màn cao thứ năm mọi thời đại. Phim thu về 85,6 triệu USD trong dịp cuối tuần thứ hai công chiếu, nếu tính tổng doanh thu năm ngày nghỉ lễ Tạ ơn thì con số là 126,3 triệu USD, tiếp tục dẫn đầu phòng vé Bắc Mỹ.
Ở thị trường quốc tế, Nữ hoàng băng giá II đã thu về 228,2 triệu USD trong dịp cuối tuần ra mắt từ 37 thị trường nước ngoài với tổng doanh thu ra mắt toàn cầu là 358,5 triệu USD, là con số cao nhất từ trước đến nay cho một tựa phim hoạt hình, vượt qua phiên bản Vua sư tử làm lại năm 2019. Những số liệu đáng chú ý về doanh thu bao gồm phim điện ảnh hoạt hình có doanh thu ra mắt cao nhất mọi thời đại tại Anh Quốc (17,8 triệu USD) và Pháp (13,4 triệu USD), phim điện ảnh hoạt hình Pixar hoặc Disney Animation có doanh thu ra mắt cao nhất mọi thời đại ở Trung Quốc (53 triệu USD), Nhật Bản (18,2 triệu USD), Đức (14,9 triệu USD), Tây Ban Nha (5,8 triệu USD) và Ấn Độ (3,1 triệu USD), và phim điện ảnh có doanh thu ra mắt lớn thứ ba ở Hàn Quốc (31,5 triệu USD). Trong dịp cuối tuần thứ hai công chiếu tại Anh Quốc, bộ phim đã mang về 11,4 triệu USD, nâng tổng doanh thu ở quốc gia này lên 35,3 triệu USD. Các thị trường quốc tế có doanh thu cao nhất của Nữ hoàng băng giá II là Trung Quốc (122,3 triệu USD), Nhật Bản (121,2 triệu USD), Hàn Quốc (97,3 triệu USD), Anh Quốc (69,4 triệu USD), Đức (60,1 triệu USD) và Pháp (57,3 triệu USD).

### Đánh giá chuyên môn
Trên hệ thống tổng hợp kết quả đánh giá Rotten Tomatoes, phim nhận được 78% lượng đồng thuận dựa theo 330 bài đánh giá, với điểm trung bình là 6,7/10. Các chuyên gia của trang web nhất trí rằng, "Nữ hoàng băng giá II hoàn toàn không thể đem lại những cảm xúc nghẹt thở như phần phim tiền nhiệm, nhưng tác phẩm vẫn là một chuyến phiêu lưu rực rỡ vào nơi hư vô lạc lối." Trên trang Metacritic, phần phim đạt số điểm 64 trên 100, dựa trên 47 nhận xét, chủ yếu là những nhận xét tích cực. Lượt bình chọn của khán giả trên trang thống kê CinemaScore cho phần phim điểm "A–" trên thang từ A+ đến F, trong khi đó trang PostTrak cho biết 71% số khán giả cho phim phản hồi tích cực, cùng với đánh giá 4,5 trên 5 sao.